# Julien Marchand
Julien Marchand (* 10. května 1995, Loures-Barousse) je francouzský ragbista hrající na pozici mlynáře za francouzský klub Toulouse. S klubem vyhrál pětkrát francouzskou ligu (2019, 2021, 2023, 2024, 2025). V roce 2021 a 2024 zvítězil i v Evropském poháru mistrů.  
S Francií vyhrál Six Nations v roce 2022 a 2025. Na MS 2023 odehrál v základní sestavě 12 minut v úvodním zápase šampionátu proti Novému Zélandu, než musel odstoupit kvůli zranění. Premiéru v reprezentaci zažil v listopadu 2018 proti Fidži.
Je ambasadorem jedné charity, co pomáhá lidem se srdečními onemocněními.